# Apollo et Hyacinthus
Apollo et Hyacinthus (česky Apollo a Hyacint) je první (předchozí první operní dílo je jen tzv. zpěvohra, v němčině Singspiel) opera W. A. Mozarta z roku 1767 (KV 38). Napsal ji, když mu bylo pouhých 11 let. Poprvé byla uvedena v Salcburku 13. května 1767 v aule místní univerzity. Opera má tři dějství. Jako jediná z oper W. A. Mozarta je originálně zkomponována v latině. Autorem libreta je Rufinus Widl. První novodobé představení se konalo až 29. dubna 1922 v německém Rostocku. V Česku se předpremiéra opery konala v libereckém divadle F. X. Šaldy 12. ledna 2006, oficiální premiéra pak ve Stavovském divadle v Praze 29. ledna 2006.

## Postavy
- Oebalus (král Lakónie), tenor
- Hyacinthus (syn krále Oebala), soprán
- Melia (dcera krále Oebala), soprán
- Apollo (řecký Bůh a host krále Oebala), kontraalt
- Zephyrus (Hyacintův přítel), kontraalt
- dva Apollovi kněží, bas

## Děj
Téma opery se inspiruje milostným příběhem spartského hrdiny Hyacinta a řeckého boha Apolla, jak jej sepsal římský poetik Ovidius.
První dějství
V první árii (jediná sborová árie) připravují Oebalus a Melia zápalnou oběť bohu Apollovi. Ta je ale zasažením blesku zničena. Hyacint v druhé sólové árii všechny ujišťuje, že Apollo se kvůli tomu hněvat nebude. Samotný Apollo poté přichází v přestrojení mezi osazenstvo krále Oebala. Mezi Apollem a Hyacintem dochází k citovému sblížení (třetí árie).
Druhé dějství
Ve čtvrté árii Melia zpívá o radosti z toho, že ji Apollo údajně miluje. Otec Oeabalus je rád a chce ji provdat. Do toho náhle přichází zpráva o smrtelném zranění Hyacinta. Ten byl zasažen hodem disku při sportovním utkání mezi Apollem, Hyacintem a Zephyrem. Zephyrus se kaje za spoluvinu (pátá árie). Oebalus ale viní Apolla a chce jej z království vypudit. Ten však přichází a proměňuje Zephyra ve vítr, který má mít čin na svědomí. Duet šesté árie znázorňuje vypjatou debatu mezi Melií a Apollem. Melia obviňuje Apolla z vraždy Hyacinta. Ten jí však oponuje, že je nevinný.
Třetí dějství
Hyacint, těsně předtím, než podlehne svým smrtelným zraněním, sděluje otci Oebalovi, že jeho skutečným vrahem je Zephyrus. Oebalus pak v sedmé árii vyjadřuje obrovský smutek, ale také zuří a touží po pomstě za svého mrtvého syna. Melia poté navštěvuje otce Oebala a dozvídá se pravdu. V osmé árii (jejich společný duet) oba truchlí nad ztrátou Hyacinta i nad ztrátou přízně boha Apolla. Konečným rozuzlením je příchod Apolla, kterého zpět přivedla láska k Melii. Apollo svou božskou mocí způsobuje, že na hrobu Hyacinta vyrůstá koberec květin. Poslední devátá árie je radostnou ukázkou zasnoubení Apolla a Melie (trio Apollo, Melia, Oebalus) a příslibem věčné ochrany království bohem Apollem.